# Quarter Horse
Il Quarter Horse americano (American Quarter Horse), o semplicemente Quarter Horse, è una razza equina statunitense, derivata da incroci tra mustang (cavalli rinselvatichiti) e purosangue inglesi, selezionati nell'Ottocento dai cowboy per lavorare con il bestiame. Questa razza è così chiamata poiché è la più veloce nel "quarto di miglio" (su distanze maggiori i cavalli più veloci sono i purosangue inglesi), alcuni sono stati cronometrati a velocità fino a 71 km/h. Tuttora lo stud book del Quarter Horse è aperto all'immissione di purosangue inglesi.
Il Quarter Horse americano è la razza più popolare negli Stati Uniti e l'American Quarter Horse Association è il più grande registro di razza al mondo, con più di tre milioni di Quarter Horse americani registrati nel 2023. Il Quarter Horse americano è ben conosciuto sia come cavallo da corsa che per le sue prestazioni nei rodei, nelle mostre e come cavallo da lavoro nei ranch.
Il corpo compatto del Quarter Horse americano è ben adatto per le manovre intricate e rapide richieste nel Reining, nel Cutting, nel lavoro con il bestiame, nelle Barrel Racing, nel Calf roping e in altri eventi di Equitazione Western, specialmente quelli che coinvolgono il bestiame vivo. Il Quarter Horse americano viene anche utilizzato nelle discipline inglesi, nell'equitazione da carrozza, nell'equitazione sportiva, nel dressage, nella caccia e in molte altre attività equestri.
La legislatura del Texas ha designato il Quarter Horse americano come il "Cavallo di Stato del Texas" ufficiale nel 2009, e anche l'Oklahoma ha designato il Quarter Horse come il suo cavallo di Stato ufficiale nel 2022.

## Storia

### Era coloniale
Il Quarter Horse ha una lunga storia che risale ai tempi delle prime colonie nord-americane. I primi cavalli ad approdare nel Nuovo Mondo furono quelli dei conquistatori spagnoli nel XVI secolo; si trattava soprattutto di soggetti da lavoro derivanti da incroci di Berberi, Arabi e pony della Spagna settentrionale. La storia americana è sinonimo di colonizzazioni e di campagne di conquista durante le quali numerosi cavalli furono abbandonati o dispersi. Quest’ultimi, di conseguenza, si rinselvatichirono e si riorganizzarono in grandi branchi. Molti vennero catturati da indigeni americani, i quali iniziarono a modificare il loro stile di vita addirittura in loro funzione, divenendo ottimi allevatori ed abili cavalieri. Le tribù dei Choctaw (Florida) e Chickasaw (Texas), in modo particolare, iniziarono ad incrociare questi cavalli con delle fattrici di sangue orientale introdotte dagli Inglesi nel XVII secolo. Così facendo arrivarono ad ottenere una razza primitiva che in breve tempo riscosse un notevole successo ed interesse nei confronti dei coloni della Virginia. Gli agricoltori e i proprietari di terre e piantagioni di questo stato meridionale ogni fine settimana si dedicavano al loro passatempo preferito, ovvero far gareggiare i cavalli indigeni più potenti e veloci in gare testa a testa. Le corse venivano disputate sulle strade principali dei diversi villaggi, le quali raramente erano più lunghe di un quarto ("quarter") di miglio, cioè all’incirca 400 metri. È proprio da qui che deriva il nome di questo cavallo piccolo e tozzo, ma possente e scattante. Verso il 1750, i cavalli che partecipavano a queste corse, i cosiddetti "Razza Chickasaw", cominciarono ad essere chiamati Quarter Race, e le competizioni divennero così popolari che dalla nativa Virginia si diffusero rapidamente anche nel Maryland, in Georgia e nel South e North Carolina. Spesso però i coloni non potevano permettersi un cavallo per le corse della domenica ed uno per il lavoro settimanale nei campi, così si iniziò a cercare di ottenere una razza versatile, adatta ad entrambe le attività. Alla grande potenza del posteriore, indispensabile per lo scatto dalla posizione da fermo, ma anche per garantire potenza e robustezza nel lavoro in campagna, si puntò ad associare una elevata velocità e resistenza. Ai proprietari dei vincitori veniva richiesto il cavallo come riproduttore, fu in questo modo che si assicurò la trasmissione della principale qualità del Quarter Horse, la velocità nello scatto. Uno dei più celebri riproduttori che vennero impiegati fu un Puro Sangue Inglese di nome Janus (nipote di Godolphin Arabian), importato dalla Gran Bretagna nel 1756 e considerato il primo fondatore per linea maschile della attuale razza di cavalli Quarter Horse (oggi il suo nome compare alla testa di nove delle ventiquattro «famiglie» di Quarter Horse). Anche altri stalloni come Blackburn's Whip (figlio del Puro Sangue Inglese Whip) e Steel Dust (figlio di Harry Bluff, discendente di Blackburn's Whip) diedero un contributo importante nella formazione della razza. Questa associazione tra Quarter Horse coloniale e il Purosangue ha gettato le basi per lo sviluppo futuro della razza.

### Conquista del Far West
Successivamente, nel XIX secolo, il Quarter Horse coloniale si dimostrò essere il compagno ideale dei coloni conquistatori del selvaggio West. I cavalli dell'Ovest includevano mandrie di animali selvatici conosciuti come Mustang. Quando il Quarter Horse coloniale fu incrociato con questi cavalli occidentali, i pionieri scoprirono che questo nuovo incrocio presentava un spiccata attitudine ed un innato istinto naturale per lavorare con il bestiame, il cosiddetto “cow sense” (una delle principali caratteristiche peculiari dei moderni Quarter Horse). Questo lo rese assai popolare tra gli allevatori nei ranch e l'insostituibile compagno dei cowboy nei lunghi trasferimenti di mandrie. I proprietari di ranch e fattorie intensificarono così l'allevamento degli equini, ottenendo soggetti sempre più forti, di una discreta altezza, agili, molto equilibrati e veloci, ma soprattutto capaci di resistere al clima difficile e al duro lavoro. Negli allevatori crebbe a poco a poco la consapevolezza della necessità di stabilire regole e di uniformare i criteri di allevamento, certificando le origini dei cavalli che fino ad allora venivano tramandate oralmente. Nel 15 Aprile del 1940, in Texas, venne così fondata la razza, che prese il nome definitivo di Quarter Horse, e nacque l'associazione degli allevatori, la AQHA - American Quarter Horse Association. A Stamford, in occasione della Texas Cowboy Reunion, si tenne la prima edizione di uno show ufficiale. Da allora il cavallo del Far West ha assunto una dimensione internazionale, diventando una delle razze più diffuse a livello mondiale, con un Libro Genealogico che è passato dai circa 200 cavalli del 1940 agli oltre tre milioni di capi registrati. Anno dopo anno, negli Stati Uniti, il numero dei cavalli registrati ha superato quello di qualsiasi altra razza.
Il Quarter Horse rimarrà sempre il cavallo dei cowboy, dei film western e delle grandi mandrie di bestiame degli Stati Uniti e del Canada; tuttavia la sua storia continua ancora oggi come attivo e fedele compagno dell'uomo.

### Quarter Horse americano moderno

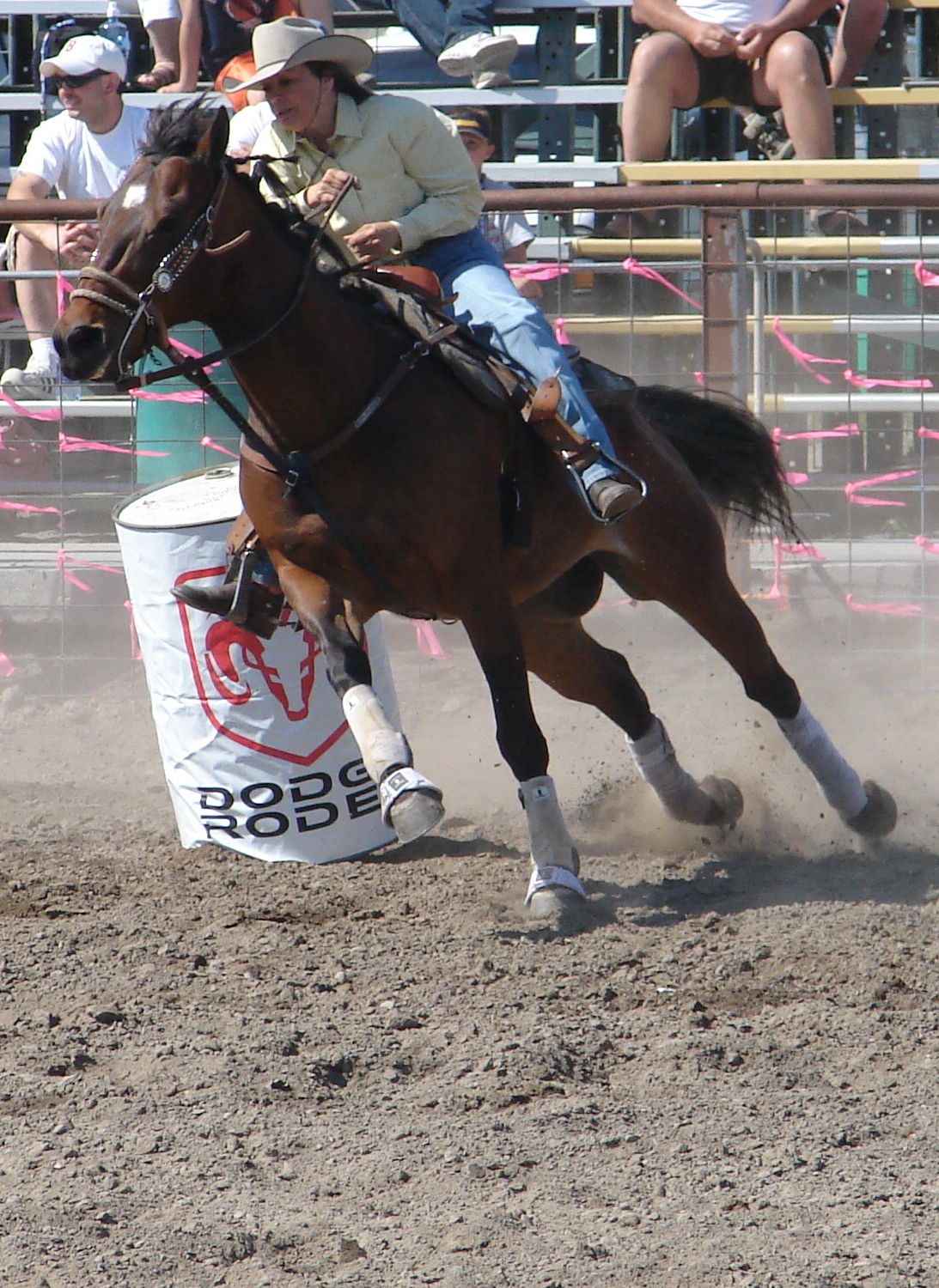
Barrel Racing

Il Quarter Horse Americano è un cavallo da spettacolo, da corsa, da reining e da cutting, concorrente nei rodeo, è un cavallo da ranch e un cavallo per tutta la famiglia. I Quarter Horses sono comunemente usati in eventi di rodeo come barrel racing, calf roping e team roping, oltre a ciò sono usati anche in gincana o O-Mok-See. Altri eventi equestri per cavalli da bestiame come cutting e reining sono aperti a tutte le razze ma sono dominati dai Quarter Horse.
La razza non è adatta solo per l'equitazione western e il lavoro con il bestiame: molte piste da corsa offrono ai Quarter Horse una vasta gamma di corse ippiche con vincite milionarie. I Quarter Horse sono stati anche addestrati per competere in dressage e salto ostacoli. Sono anche usati per passeggiate ricreative in sentieri e nelle unità di polizia a cavallo.
Il Quarter Horse Americano è stato esportato in tutto il mondo. Paesi europei come Germania e Italia hanno importato un gran numero di Quarter Horse. Nel Regno Unito la razza sta diventando molto popolare, soprattutto con le due Associazioni di equitazione western, la Western Horse Association e la Western Equestrian Society. La società britannica della razza del Quarter Horse Americano è l'AQHA-UK. Con l'internazionalizzazione della disciplina del reining e la sua prima apparizione, nel 2002, come una delle otto specialità ufficiali dei Campionati mondiali di equitazione, c'è un crescente interesse internazionale per i Quarter Horses.

## Caratteristiche morfologiche
I quarter non hanno uno standard di razza in quanto c'è molta differenza fra un quarter da corsa, uno da lavoro e uno da gara. Il Quarter Horse non ha una grandissima resistenza, e dal Purosangue inglese ha ereditato gli zoccoli piuttosto piccoli, che lo rendono vulnerabile a diverse forme di zoppia, vista la mole imponente del cavallo.
Il Quarter Horse ha una testa piccola, corta e raffinata con un profilo diritto, orecchie appuntite e ganasce pronunciate tipiche della razza. Il collo, di media lunghezza, si continua nelle spalle formando un angolo di circa 45 gradi; la criniera non è troppo folta e il collo abbastanza muscoloso. Anche le potenti spalle sono inclinate di circa 45 gradi, favorendo un'andatura sciolta. Il petto ampio e profondo assicura una ampia cavità toracica, di vitale importanza in un cavallo tanto attivo. Gli arti anteriori sono molto muscolosi ma armonici. La groppa è breve e molto forte, specialmente all'altezza dei lombi. Il costato è arrotondato e profondo sul torace. I quarti posteriori sono ampi e possenti, soprattutto i muscoli interni ed esterni delle cosce. E da quarti posteriori tanto possenti che il Quarter Horse trae l'accelerazione rapida e la capacità di fermarsi di colpo, spostando tutto il peso indietro. I garretti sono bassi e gli stinchi corti. Il pastorale, di media lunghezza, è inclinato di 45 gradi il che aumenta la resistenza delle gambe agli urti. Nella razza si distinguono tipi diversi, allevati specificamente per i diversi compiti che andranno a svolgere, tuttavia un buon Quarter Horse conserva sempre la forza muscolare e la raffinatezza che contraddistinguono la razza.
Di solito si attestano tra 150 e 157 cm di altezza, anche se alcuni cavalli di tipo Halter e di tipo cacciatore inglese possono crescere fino a 173 cm

I Quarter Horse si presentano in quasi tutti i colori. Il colore più comune è il sauro, un rossastro marrone. La scala dei colori, ben definiti e uniformi, è vasta: sauro dorato, sauro bruciato, roano scuro, roano vinoso, daino, pelle di daino, sorcino, baio, baio scuro, palomino, morello, grigio e isabella. In passato, i motivi di colore maculato erano esclusi, ma ora con l'avvento dei test del DNA per verificare la parentela, il registro accetta tutti i colori purché entrambi i genitori siano registrati.
Mantello:

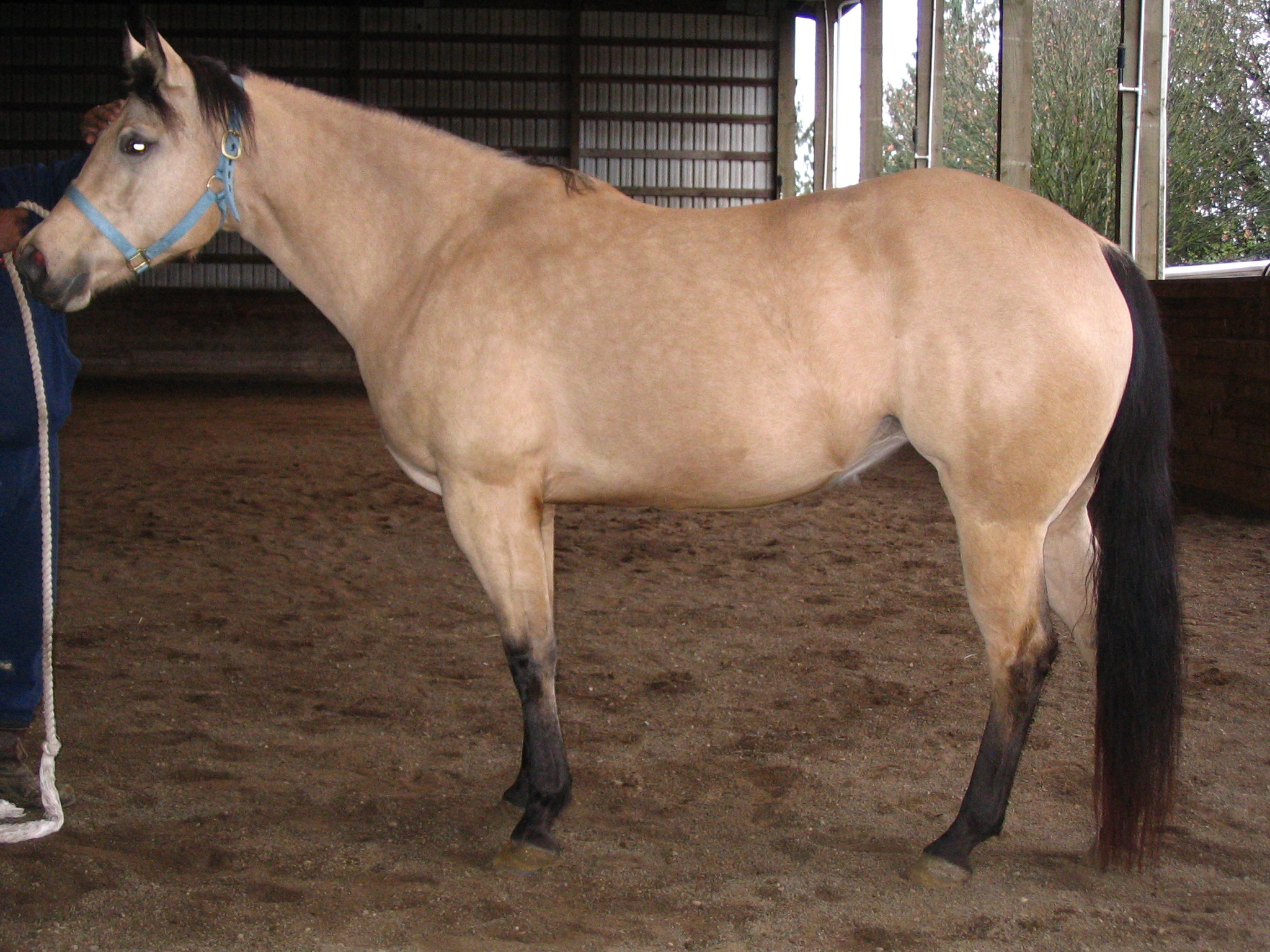
Quarter Horse di color Isabella

- Baio: mantello marrone-rossiccio con criniera e coda neri.
- Morello: Completamente nero.
- Sauro: colore del mantello rossiccio o rosso ramato, coda e criniera solitamente dello stesso colore, talvolta bionda. Nel nord-ovest americano è chiamato sorrel.
- Grigio: il colore varia dal grigio ferro (nei soggetti più giovani), fino al bianco candido (nei cavalli anziani); il grigio pomellato è il colore nella fase intermedia.
- Roano rosso: mantello misto, più o meno uniforme di peli bianchi e rossi, solitamente più scuri sulla testa che sulle zampe; può avere coda e criniera nera, rossa o bionda.
- Palomino: mantello biondo dorato, criniera e coda bianche.
- Isabella: nella monta western conosciuto come Buckskin. Il manto è giallastro-dorato, con criniera e coda nere, e carbonatura nera sulle zampe.

### Tipo stock
Un cavallo stock è un cavallo ben adatto per lavorare con il bestiame, in particolare con i bovini. I cavalli da reining e da cutting sono più bassi, con movimenti rapidi e agili e quarti posteriori molto potenti. I cavalli da pleasure sono spesso leggermente più alti, con movimenti più lenti, andature più fluide e una linea superiore leggermente più livellata, anche se presentano comunque i poderosi quarti posteriori caratteristici del Quarter Horse.

### Tipo halter
I cavalli Halter sono ancora più grandi, con un aspetto molto muscoloso, mantenendo però testoline piccole con mandibole larghe e musi raffinati. C'è controversia tra proprietari, allevatori e veterinari riguardo agli effetti sulla salute della massa muscolare estrema attualmente di moda nel cavallo da halter specializzato, che tipicamente è alto tra 157 e 163 cm e pesa oltre 540 kg quando attrezzato per la competizione di halter. Non ci sono solo preoccupazioni riguardo al rapporto peso-struttura del cavallo sul suo sistema scheletrico, ma la costruzione massiccia è anche collegata alla paralisi periodica iperkalemica (HYPP) nei discendenti del stallone Impressive (vedi Malattie genetiche sotto).

### Tipo da corsa e da caccia
I cavalli da corsa sono allevati per percorrere velocemente brevi distanze che vanno da 200 a 800 m. Di conseguenza, hanno gambe lunghe e sono più magri rispetto ai loro omologhi di tipo stock, ma sono comunque caratterizzati da quarti posteriori muscolosi e gambe potenti. I Quarter Horse corrono principalmente contro altri Quarter Horse, e la loro capacità di sprint ha loro guadagnato il soprannome di "atleta più veloce del mondo". Il tipo da caccia in mostra è più snello, somigliando ancora più da vicino a un Purosangue, riflettendo di solito una percentuale più alta di incroci con il Purosangue. Sono mostrati nelle classi di caccia/salto sia alle mostre di razza che nelle competizioni di equitazione USEF aperte.
Ha la fronte larga e con occhi ben espressivi, le orecchie dritte e piccole, le ganasce molto sviluppate: tutto questo in una testa che nel contesto dell'animale deve restare piccola.
L'incollatura è leggermente arcuata e muscolosa, non sproporzionata. Il garrese è ben definito e il petto ampio, dorso breve, dritto e muscoloso; la groppa muscolosa e a volte doppia, attaccatura della coda leggermente bassa, spalla inclinata e abbastanza lunga; gli arti sono robusti con articolazioni larghe e asciutte e gli stinchi hanno i tendini anche loro ben asciutti e staccati, pastorali di lunghezza media e infine piedi piccoli, ma ben conformati e forti.

## Indole e attitudini

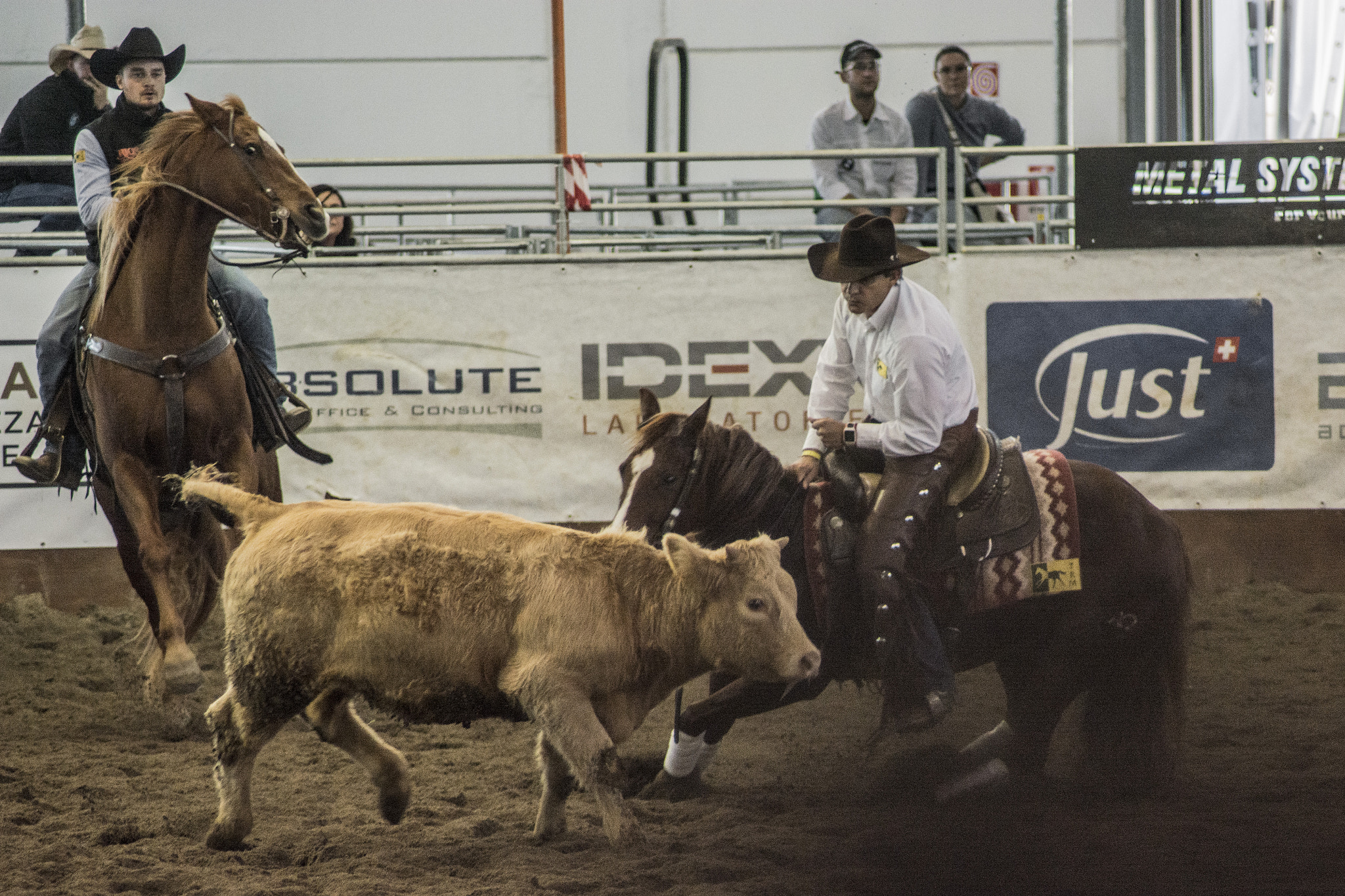
Cutting

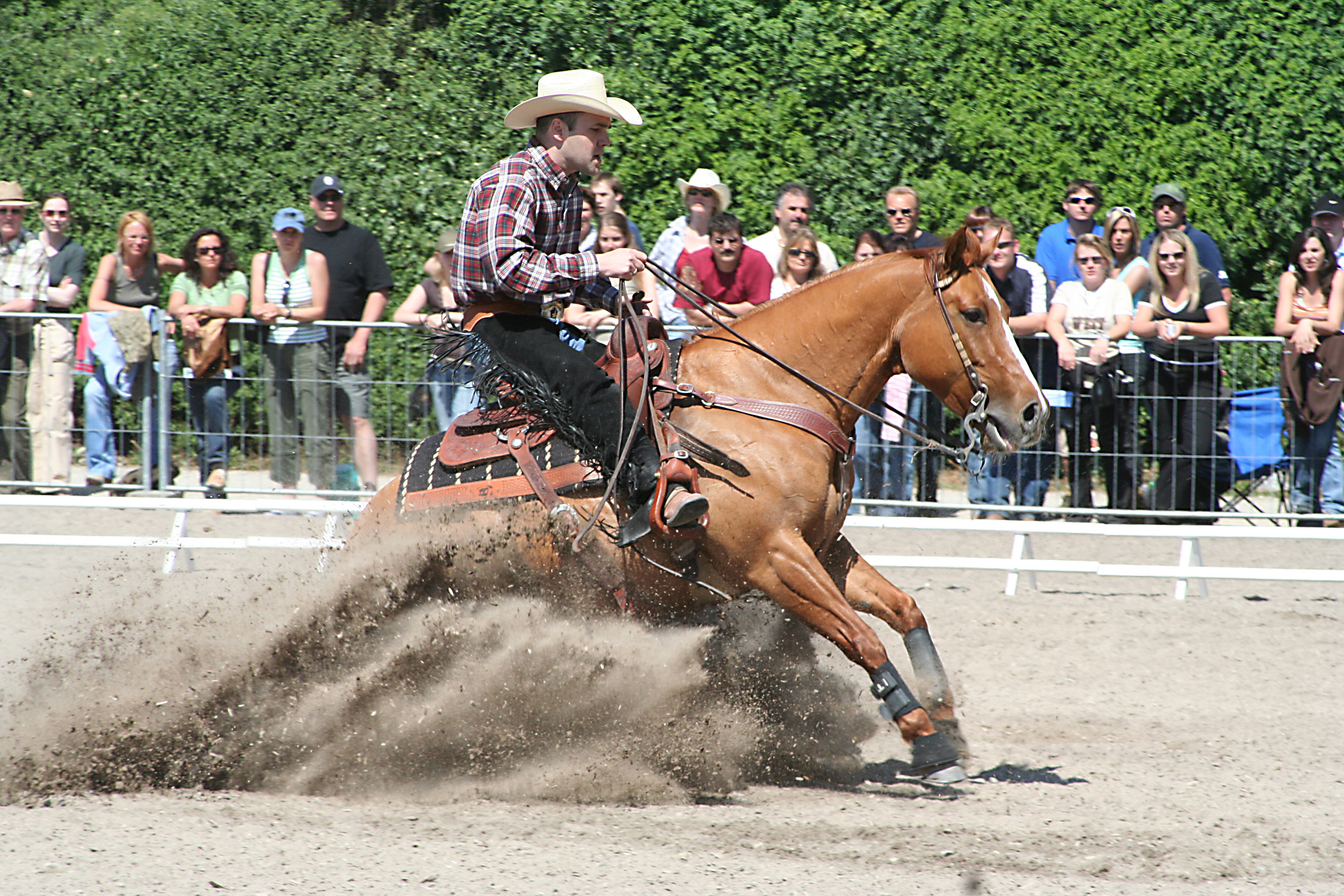
Reinig - Sliding Stop

Possiede quello che gli americani chiamano good mind ovvero intelligenza mista a disponibilità verso l'addestramento e apprendimento, buon carattere, costanza e affidabilità. È sempre attento ai comandi del cavaliere e se si è in sintonia si può dimostrare vivace e giocherellone.
Il quarter horse è molto versatile: dal lavoro di mandriano, a numerose discipline sportive di monta sia americana che inglese compresi attacchi, salto, e galoppo su brevi distanze. È perfetto per la scuola, passeggiate ed ippoterapia. È docile e intelligente. 

Utilizzato dai cowboy, si destreggia bene nelle attività che richiedono cow sense. Tra le specialità sportive in cui è coinvolta questa razza: reining, western pleasure, barrel racing, ranch sorting, team penning, pole bending, cutting e roping.
L'esemplare che forse ha dimostrato più di ogni altro la versatilità della razza è il celebre Rugged Lark che, montato da Lynn Palm, si è esibito, oltre che nelle specialità della monta western, nel salto a ostacoli e nel dressage, ottenendo ottimi risultati.
Il registro della razza, depositato presso la sede della AQHA (American Quarter Horse Association) ad Amarillo in Texas, contiene tutti i documenti degli esemplari appartenenti alla razza per i quali il proprietario abbia effettuato la registrazione.
Il registro è diviso in due sezioni: in una sono registrati i cavalli figli di due quarter horse mentre nell'altra i cavalli figli di un quarter e di un purosangue inglese iscritto a jockey club; questi ultimi esemplari, pur essendo a tutti gli effetti quarter, sono denominati Appendix (o Quarter Racer) e sono molto portati per le corse al galoppo e varie discipline di monta inglese.
L'altezza del quarter horse è molto variabile, viste le diverse tipologie riscontrabili all'interno della razza: possiamo trovare esemplari alti 150 cm al garrese e cavalli di 165 cm (soprattutto gli Appendix).

## Malattie genetiche
Ci sono diverse malattie genetiche di interesse per gli allevatori di Quarter Horse. La maggior parte di esse può ora essere identificata tramite test del DNA in modo che gli allevatori non producano involontariamente puledri con queste condizioni:
- La paralisi periodica iperkaliemica (HiperPP), causata da un gene autosomico dominante originariamente associato al stallone Impressive. Si caratterizza per spasmi muscolari incontrollabili e una debolezza muscolare sostanziale o paralisi tra i cavalli affetti. Poiché è un gene dominante[16], basta che uno dei genitori abbia il gene affinché venga trasmesso alla prole. Esiste un test del DNA per l'HYPP, richiesto dall'AQHA. Dal 2007, l'AQHA vieta la registrazione di cavalli che possiedono la forma omozigote (H/H) del gene, e sebbene i cavalli eterozigoti (H/N) siano ancora idonei per la registrazione, periodicamente si discute di modificare tale status. Inoltre, tutti i Quarter Horse nati dal 2007 in poi che sono confermati discendenti di Impressive devono portare una nota sui rischi dell'HYPP sui loro documenti di registrazione. A causa dell'HYPP, ci sono state alcune modifiche alle regole per le competizioni di mostra, incluso la creazione di una "classe Performance Halter" in cui un cavallo deve possedere un Registro del Merito in performance o corse prima di poter competere.
- La miopatia a catena pesante di miosina (MYHM) è una malattia muscolare genetica aggiunta al pannello di test genetici dell'AQHA nel 2022.[17] È una condizione genetica dominante, anche se non tutti i cavalli che ereditano il gene mostreranno segni clinici di essere affetti e i fattori ambientali scatenanti non sono ben compresi al momento. Circa il 7% di tutti i Quarter Horse portano questo gene. Ci sono due forme, entrambe legate allo stesso variant genetico. I cavalli affetti possono manifestare una o entrambe le forme. La prima è la miosite immunomediata (IMM). Può verificarsi in risposta a un vaccino o a un agente infettivo, dove il sistema immunitario interpreta erroneamente le cellule muscolari come estranee e le attacca rapidamente. I cavalli inizialmente presentano rigidità, debolezza e una diminuzione dell'appetito seguita dalla rapida perdita del 40% della massa muscolare entro 72 ore. La seconda presentazione di MYHM è la rabdomiolisi non esercitazionale (da confrontare con il PSSM), e si manifesta spesso come rigidità e possibile gonfiore dei muscoli lungo la schiena e i quarti senza esercizio. I segni clinici includono dolore, crampi muscolari e danni muscolari, ma possono o meno risultare in perdita muscolare. Quando scatenati, i cavalli possono riprendersi ma possono avere episodi più frequenti. I cavalli omozigoti (My/My) possono manifestare sintomi più gravi.[18]
- L'ipertermia maligna (MH) fa sì che il corpo di un cavallo rilasci quantità incontrollate di calcio nel flusso sanguigno quando sottoposto a determinati stressori, il che comporta dolorosi crampi muscolari, temperatura estremamente alta fino a 45 gradi Celsius, ritmo cardiaco irregolare, sudorazione eccessiva e respirazione superficiale. Si manifesta quando i cavalli ricevono determinati farmaci anestetici o stressori come sovraccarico di lavoro o eccitazione.[19] Causata da un allele mutato, gene recettore rianodinico 1 (RYR1) al nucleotide C7360G, generando una sostituzione di aminoacidi R2454G[20], è ereditata come autosomica dominante.[21] I cavalli che portano PSSM o MYHM insieme a MH hanno episodi più gravi.[21]
- La Dermatosi Regionale Ereditaria Equina (HERDA), nota anche come iperelastosi cutanea (HC). Questa malattia è causata da un gene autosomico recessivo e produce quindi progenie affette solo quando entrambi i genitori trasmettono il gene, ma può produrre portatori non affetti se viene trasmessa solo una copia. Quando un cavallo è affetto da questa malattia, c'è un difetto di collagene che fa sì che gli strati della pelle non siano tenuti saldamente insieme. Così, quando il cavallo viene montato sotto la sella o subisce traumi alla pelle, lo strato esterno spesso si divide o si separa dallo strato più profondo, o può staccarsi completamente. Raramente la lesione guarisce senza cicatrici sfiguranti. Anche le scottature solari possono essere motivo di preoccupazione. Nei casi più drammatici, la pelle si può dividere lungo la schiena e persino arrotolarsi ai lati, fino a trovare il cavallo letteralmente scuoiato vivo. La maggior parte dei cavalli affetti da HERDA viene eutanasiata per motivi umanitari tra i due e i quattro anni. I ricercatori dell'Università di Cornell e dell'Università del Mississippi hanno teorizzato che la linea paterna del fondatore stallone Poco Bueno sia collegata alla malattia. Nel 2007, ricercatori che lavoravano indipendentemente presso l'Università di Cornell e presso l'Università della California, Davis, hanno annunciato che è stato sviluppato un test del DNA per l'HERDA.[22] Durante la fase di sviluppo del test, sono stati testati oltre 1.500 cavalli, che ora è disponibile al pubblico generale attraverso entrambe le istituzioni. Circa il 3,5% di tutti i Quarter Horse sono portatori, e fino al 28% dei cavalli nelle discipline del taglio e del lavoro con mucche correlato.[23]
- La deficienza dell'enzima di ramificazione del glicogeno (GBED) è una malattia genetica recessiva in cui il cavallo è carente di un enzima necessario per immagazzinare il glicogeno e il muscolo cardiaco e i muscoli scheletrici del cavallo possono non funzionare, portando alla morte rapida dell'animale. La malattia si manifesta nei puledri che sono omozigoti per l'allele GBED letale, il che significa che entrambi i genitori portano una copia del gene. Lo stallone King P-234 è stato associato a questa malattia. C'è un test del sangue del DNA disponibile.[24] Circa il 10% di tutti i Quarter Horse porta questo gene.[25]
- La miosite da accumulo di polisaccaridi equini, anche chiamata EPSM o PSSM, è una condizione muscolare metabolica nei cavalli che causa il blocco muscolare ed è anche legata a un disordine di immagazzinamento del glicogeno.[26] Ci sono due forme, PSSM-1 e PSSM-2. La PSSM-1 si trova nei Quarter Horse ed è disponibile un test genetico. La PSSM-2, che si trova principalmente in altre razze, non ha un test genetico disponibile ma può essere diagnosticato con una biopsia muscolare.[27] PSSM-1 è stato ricondotto a tre linee di sangue specifiche ma non divulgate nei Quarter Horse, con un modello di ereditarietà autosomico recessivo.[28] L'11% della popolazione dei Quarter Horse porta PSSM, e il 48% dei Quarter Horse con sintomi di malattia neuromuscolare ha PSSM. In qualche misura può essere controllato con una dieta a basso contenuto di amido specializzata, ma è consigliato il test genetico prima della riproduzione, poiché la condizione esiste a un livello subclinico in circa il 6% della popolazione generale dei Quarter Horse.[29]
- La Sindrome del bianco letale (LWS) è fatale quando omozigote. I puledri affetti nascono completamente bianchi, con un tratto intestinale sottosviluppato e non possono defecare, quindi muoiono entro pochi giorni se non vengono eutanasizzati per primi. Anche se i Quarter Horse "cropout" con marchi pinto non potevano essere registrati per molti anni perché si pensava che i segni bianchi fossero il risultato di incroci indesiderati,[30] il gene che causa la condizione crea anche il modello di colore frame overo quando eterozigote, e il modello di colore non era sempre espressamente visibile. Di conseguenza, la condizione continuava periodicamente a comparire nei puledri Quarter Horse. C'è un test del DNA per questa condizione, e in parte perché i test del DNA possono verificare la discendenza e perché il meccanismo genetico del LWS è ora compreso, l'AQHA ha abrogato le sue regole sui cropout, consentendo ai cavalli con modelli bianchi di essere registrati.[30][31]
- Palatoschisi: un difetto congenito legato a molteplici fattori causali, tra cui genetica, ormoni, carenze minerali, tranquillanti o steroidi. Le palatoschisi sono estremamente rare, ma poiché la maggior parte della ricerca effettuata sulla condizione ha coinvolto i Quarter Horse, il difetto è associato alla razza. L'intervento chirurgico per riparare la palatoschisi ha circa un tasso di successo del 20%. I segni clinici includono: sollevare la testa alta durante l'alimentazione, abbassare la testa per bere, tossire all'inizio dell'esercizio e impiegare un tempo estremamente lungo per somministrare completamente i farmaci per via orale posti sul lato della mascella.[32][33]